# 木村魁希
木村 魁希（きむら かいき、2001年5月16日 - ）は、日本の俳優、モデル。茨城県出身。株式会社エーライツ所属。
7人組ボーイズグループ「S / TEAM BLOOD」のメンバーである。

## 来歴
2021年4月よりテレビ神奈川の情報番組『猫のひたいほどワイド』に「猫の手も借り隊」として出演。
2023年7月、植木豪と日本テレビと舞台制作会社S-SIZEがタッグを組んだ若手俳優育成プロジェクト「真夜中の推し活 S / TEAM BLOOD」のオーディションに合格し、7人組ボーイズグループ「S / TEAM BLOOD」のメンバーになる。
2025年6月、『ナンバーワン戦隊ゴジュウジャー』に熊手真白 / ゴジュウポーラー 役で初めてテレビドラマにレギュラー出演する。

## 人物
趣味は映画鑑賞、スポーツ観戦で、特技は水泳、サッカー。

## 出演

### テレビドラマ
- ナンバーワン戦隊ゴジュウジャー 第16話 -（2025年6月8日 - 、テレビ朝日） - 熊手真白 / ゴジュウポーラー 役[4]

### その他のテレビ番組
- ZIP!（2024年4月 ‐ 、NTV）「キテルネ!」リポーター
- 猫のひたいほどワイド（2021年4月 - 2025年3月、テレビ神奈川）

猫の手も借り隊 月曜グリーン（ - 2022年3月）→ 木曜イエロー（2022年4月 - 2023年3月）→ 月曜イエロー（2023年4月 - 2025年3月）

### 映画
- ナンバーワン戦隊ゴジュウジャー 復活のテガソード（2025年7月25日、東映） - 熊手真白 / ゴジュウポーラー 役[5]

### CM
- 鹿児島県観光PR（2021年）

### WEB
- Abeam TV『今日、好きになりました。ー冬休み篇ー』
- ゴジュウジャー補ジュウ計画 ナンバーワン懺悔室（2025年、東映特撮ファンクラブ） - 熊手真白 役

### 広告
- CASIO『電子辞書』高校生モデル

### 舞台
- Inside Theater vol.2「僕等のラストフェスティバル」 - 清水悠 役（2021年）
- 劇団12ミニッツ 第4回公演「普通になれなくて」（2024年）[6]